# Spodnje Gameljne
Spodnje Gameljne este o localitate din comuna Ljubljana, Slovenia, cu o populație de 572 de locuitori.